# Унехув
Унехув (пол. Uniechów) — село в Польщі, у гміні Дебжно Члуховського повіту Поморського воєводства.
Населення — 301 особа (2011).
У 1975-1998 роках село належало до Слупського воєводства.

## Демографія
Демографічна структура станом на 31 березня 2011 року:
|          | Загалом | Допрацездатний вік | Працездатний вік | Постпрацездатний вік |
| -------- | ------- | ------------------ | ---------------- | -------------------- |
| Чоловіки | 150     | 27                 | 109              | 14                   |
| Жінки    | 151     | 38                 | 78               | 35                   |
| Разом    | 301     | 65                 | 187              | 49                   |